# Palpada bistellata
Palpada bistellata är en tvåvingeart som först beskrevs av Hull 1935.  Palpada bistellata ingår i släktet Palpada och familjen blomflugor.
Artens utbredningsområde är Peru. Inga underarter finns listade i Catalogue of Life.